# 1,2,3,4-Tetraphenylnaphthalin
1,2,3,4-Tetraphenylnaphthalin ist eine chemische Verbindung aus der Gruppe der polycyclischen aromatischen Kohlenwasserstoffe.

## Gewinnung und Darstellung
1,2,3,4-Tetraphenylnaphthalin kann durch Reaktion von Tetraphenylcyclopentadienon, Anthranilsäure und 1,2-Dimethoxyethan gewonnen werden.

## Eigenschaften
1,2,3,4-Tetraphenylnaphthalin ist ein interessantes Beispiel für Polymorphismus. Der Schmelzpunkt der Verbindung nach Kristallisation aus einer Lösung ist niedriger als der Schmelzpunkt der Verbindung, nachdem sie geschmolzen und wieder abgekühlt wurde.

## Verwendung
Der angeregte Triplett-Zustand von 1,2,3,4-Tetraphenylnaphthalene ist ein primäres Zwischenprodukt der photochemischen Umwandlung von 7,7 '-Dimethylgerma-1,4,5,6-tetraphenyl-2,3-benzo-norbornadien (GNB) in Hexan-Lösungen. Die Verbindung wird häufig im Chemieunterricht als Beispiel für Diels-Alder-Reaktionen verwendet.